# Wojciech Mróz
Wojciech Mróz (ur. 1957 w Krakowie, zm. 18 lipca 2017) – polski dziennikarz, poeta i nauczyciel.

## Życiorys
Pochodził z Krakowa, lecz zamieszkał w Zakopanem. Z wykształcenia polonista, uczył początkowo w zakopiańskich szkołach. Przed 1989 wydawał „Biuletyn Podhalański”, pismo zakopiańskiej „Solidarności”. W 1989 został pierwszym redaktorem naczelnym Tygodnika Podhalańskiego. W latach 90. został współpracownikiem krakowskiego oddziału TVP, dla którego przygotowywał filmy dokumentalne i reportaże z Podhala, Orawy, Spisza i Pienin. Tworzył również cykliczny program o Zakopanem „Pod Tatrami”. Kierował zakopiańską redakcją TVP.
Wydał dwa tomiki wierszy „Wieczory rozkwitające” oraz „Która jesteś”. Ukazały się również jego bajki „Przygody w Królestwie Nieśmiałości”, powieść „Drzewo sandałowe w ostatnich dniach XX wieku” oraz zbiór felietonów „Zakopane – miasto cudów”.

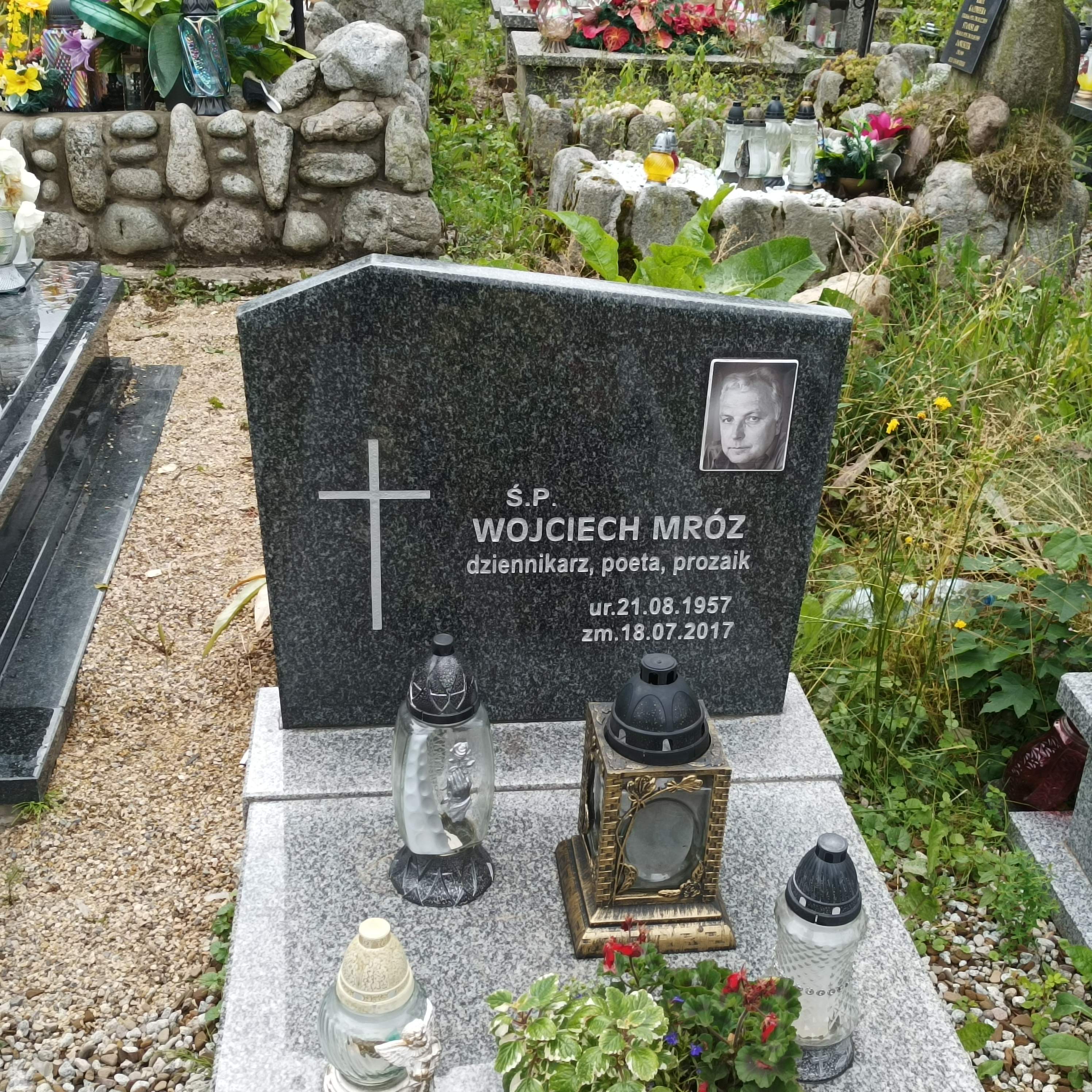
Grób Wojciecha Mroza na Nowym Cmentarzu w Zakopanem

11 grudnia 2011 roku został odznaczony Medalem „Niezłomnym w słowie”.
Był laureatem Nagrody Burmistrza Zakopanego w 2017 roku. Przez prawie 20 lat organizował spotkania pod hasłem „Jesienny Chart”. Zmarł po długiej chorobie. Po śmierci został pochowany na Nowym Cmentarzu w Zakopanem (Aleja Zasłużonych-2-2).